# Agua Salada, Michoacán de Ocampo
Agua Salada är en ort i Mexiko.   Den ligger i kommunen Jungapeo och delstaten Michoacán de Ocampo, i den södra delen av landet, 140 km väster om huvudstaden Mexico City. Agua Salada ligger 1 816 meter över havet och antalet invånare är 652.
Terrängen runt Agua Salada är kuperad. Runt Agua Salada är det tätbefolkat, med 319 invånare per kvadratkilometer. Närmaste större samhälle är Heróica Zitácuaro, 9,2 km öster om Agua Salada. Omgivningarna runt Agua Salada är en mosaik av jordbruksmark och naturlig växtlighet.